# Tranter-Gletscher (Grahamland)
Der Tranter-Gletscher ist ein etwa 14 km langer und bis zu 3 km breiter Gletscher an der Loubet-Küste des Grahamland auf der Antarktischen Halbinsel. Auf der Pernik-Halbinsel fließt er vom Mount Deeley in nordwestlicher Richtung zum Lallemand-Fjord, den er zwischen dem Orford-Kliff und dem Neb Bluff erreicht.
Das UK Antarctic Place-Names Committee benannte ihn 2020 nach Martyn Tranter (* 1956), Professor für Biogeochemie an der University of Bristol und Experte für biogeochemische Prozesse in glazialem Schmelzwasser und für die Mikrobiologie in subglazialen Umgebungen.